# Lapplands gymnasium

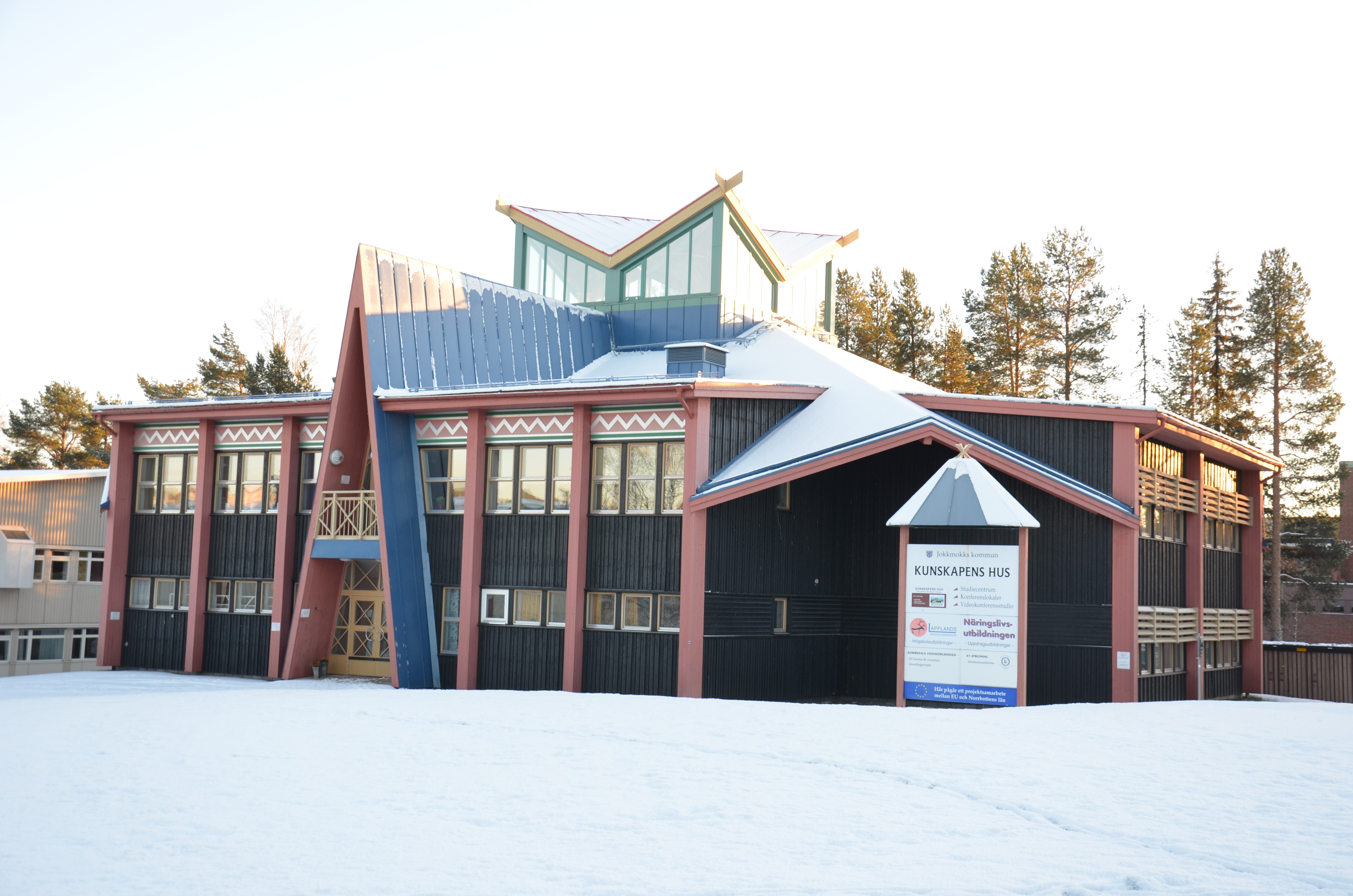
Kunskapens hus i Jokkmokk

Lapplands gymnasium är en skolorganisation under Lapplands kommunalförbund, som driver gymnasieskolor i Gällivare kommun, Jokkmokks kommun, Kiruna kommun och Pajala kommun.
Lapplands gymnasium inrättades 2010 och består av:
- Kunskapshuset, Gällivare
- Bokenskolan i Jokkmokk
- Hjalmar Lundbohmsskolan i Kiruna
- Laestadiusskolan i Pajala